# Gorica Svetojanska
Gorica Svetojanska – wieś w Chorwacji, w żupanii zagrzebskiej, w mieście Jastrebarsko. W 2011 roku liczyła 116 mieszkańców.